# Divec
Divec (en allemand : Diwetz) est une commune du district de Hradec Králové, dans la région de Hradec Králové, en République tchèque. Sa population s'élevait à 252 habitants en 2022.

## Géographie
Divec se trouve à 7 km au nord-ouest de Třebechovice pod Orebem, à 8 km à l'est-nord-est de Hradec Králové et à 108 km à l'est-nord-est de Prague.
La commune est limitée par Černilov au nord, par Librantice à l'est, par Blešno au sud, et par Hradec Králové à l'ouest.

## Histoire
La première mention écrite de la localité date de 1306.

## Galerie

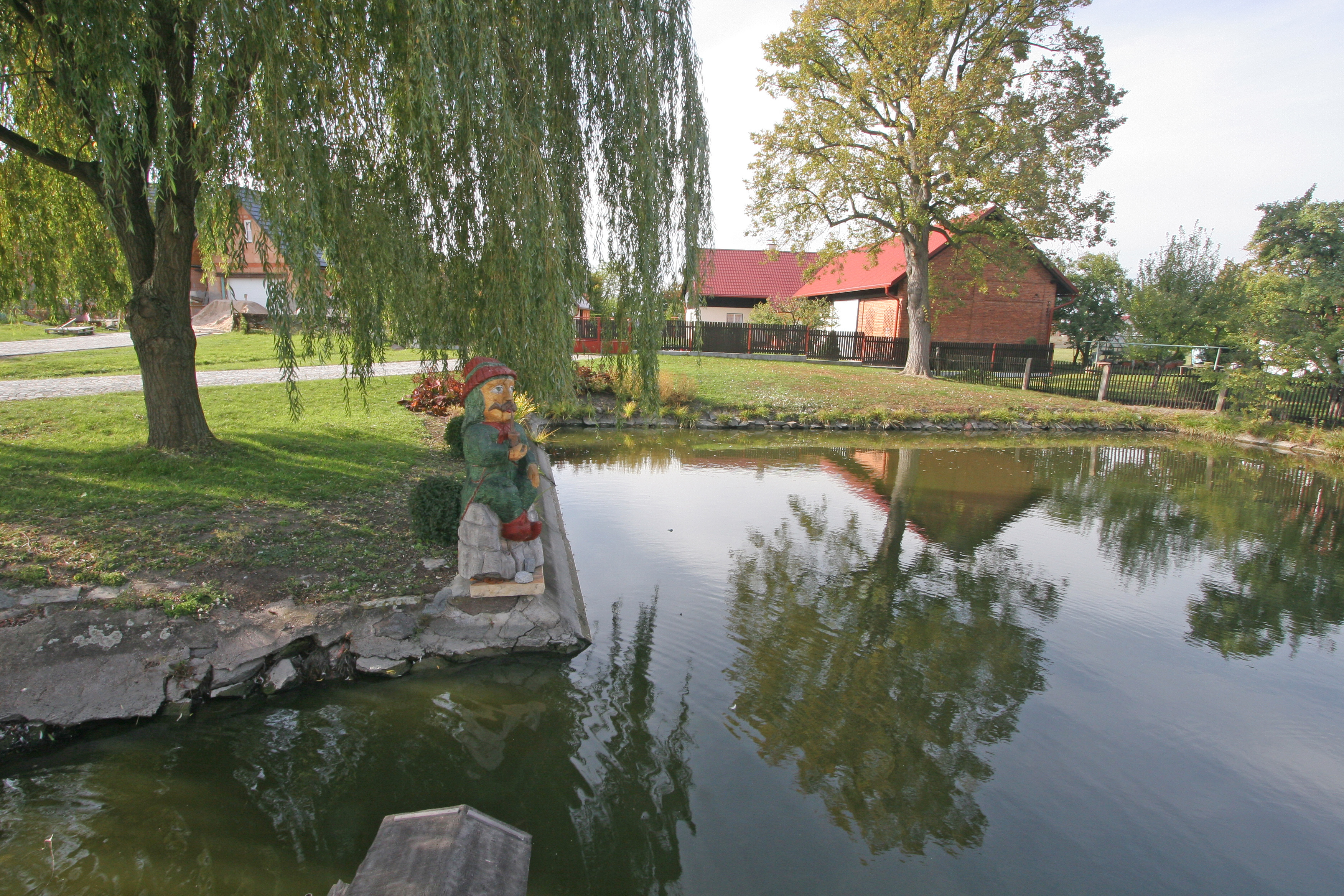
Étang à Divec.
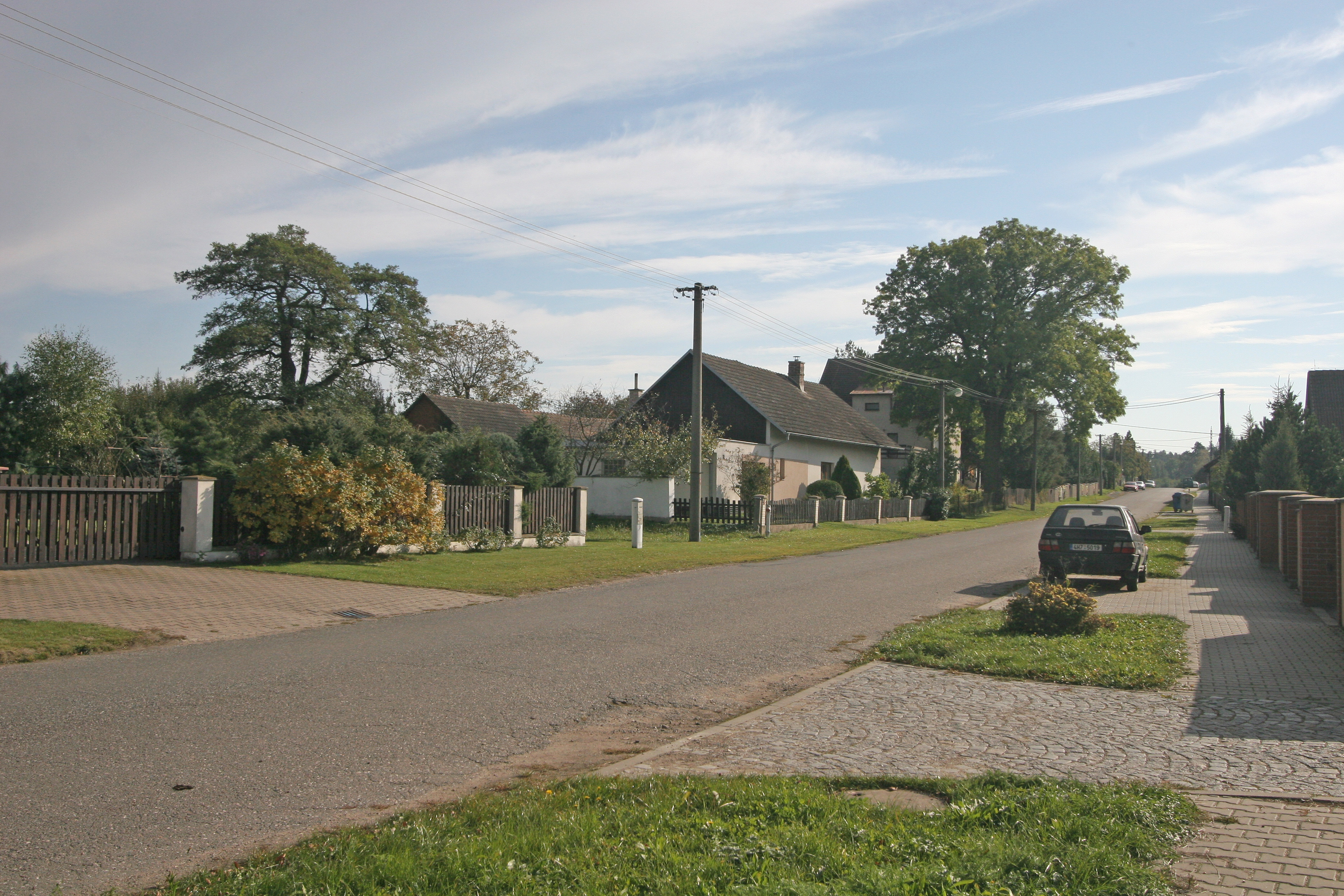
Rue de Divec.

## Transports
Par la route, Divec trouve à 8 km de Hradec Králové et à 127 km de Prague. 